# 我們的科學家
《我們的科學家》是香港電台製作科學紀錄片，由梁卓偉教授旁述，介紹這些香港科學家的研究，與及香港的科研發展。2017年10月1日起星期日晚上9:00在港台電視31和港台電視播出。

## 每集內容
| 集數 | 主題       | 人物   | 編導   | 播映日期 |
| ---- | ---------- | ------ | ------ | -------- |
| 1    | 環境水力學 | 李行偉 | 鄧敏媚 | 10月1日  |
| 2    | 生命科學   | 林漢明 | 陳彩霞 | 10月8日  |
| 3    | 分子遺傳學 | 盧煜明 | 謝瑞芳 | 10月15日 |
| 4    | 神經生物學 | 葉玉如 | 伍自禎 | 10月22日 |
| 5    | 天文學     | 郭新   | 陳寶珣 | 10月29日 |
| 6    | 無機化學   | 支志明 | 范因明 | 11月5日  |

## 外部連結
- 我們的科學家